# Tønnes Frøyland
Tønnes Frøyland (* 1879 in Sogndal i Dalane; † 8. März 1914 in Laohekou, Hubei in China) war ein Missionar der norwegisch-lutherischen Chinamission. Er studierte Medizin in den USA, Wien und London. Ab 1909 war er als Arzt in China tätig und errichtete ein Krankenhaus in Laohekou. 1914 wurde er bei einem Raubüberfall auf die Stadt getötet. 
Das neue Krankenhaus in Laohekou, welches 1927 errichtet wurde und 70 Betten umfasst, ist nach ihm benannt.
| Personendaten    | Personendaten          |
| ---------------- | ---------------------- |
| NAME             | Frøyland, Tønnes       |
| KURZBESCHREIBUNG | norwegischer Missionar |
| GEBURTSDATUM     | 1879                   |
| GEBURTSORT       | Sogndal i Dalane       |
| STERBEDATUM      | 8. März 1914           |
| STERBEORT        | Laohekou, Hubei, China |